# 切尔西猎头者
切尔西猎头者（Chelsea Headhunters）是一家英格兰足球流氓幫派，其成员均为切尔西足球俱乐部的拥趸。

## 背景
切尔西猎头者帮会内部种族主义氛围强烈，帮会与战斗18和國民陣線等多个白人優越主義组织都有联系。切尔西猎头者还与阿尔斯特防卫协会和阿尔斯特志愿军等有关连。